# Championnats du monde de cyclo-cross 1989
Navigation
Édition précédente Édition suivante
Les championnats du monde de cyclo-cross 1989 ont lieu les 28 et 29 janvier 1989 à Pontchâteau en France. Trois épreuves masculines sont au programme.

## Podiums
| Épreuves | Or                  | Argent             | Bronze              |
| -------- | ------------------- | ------------------ | ------------------- |
| Élites   | Danny De Bie        | Adrie van der Poel | Christophe Lavainne |
| Amateurs | Ondrej Glajza       | Radomír Šimůnek    | Roger Honegger      |
| Juniors  | Richard Groenendaal | Emmanuel Magnien   | Cristian Bertotti   |

## Résultats

### Classement des élites
| Pos. | Cycliste            | Pays                 | Temps           |
| ---- | ------------------- | -------------------- | --------------- |
|      | Danny De Bie        | Belgique             | 1 h 00 min 58 s |
|      | Adrie van der Poel  | Pays-Bas             | + 0:24          |
|      | Christophe Lavainne | France               | + 0:27          |
| 4    | Beat Breu           | Suisse               | + 0:27          |
| 5    | Henk Baars          | Pays-Bas             | + 0:27          |
| 6    | Volker Krukenbaum   | Allemagne de l'Ouest | + 0:27          |
| 7    | Hennie Stamsnijder  | Pays-Bas             | + 0:29          |
| 8    | Paul De Brauwer     | Belgique             | + 0:33          |
| 9    | Ivan Messelis       | Belgique             | + 0:46          |
| 10   | Bruno D'Arsié       | Suisse               | + 1:13          |

### Classement des amateurs
| Pos. | Cycliste           | Pays            | Temps       |
| ---- | ------------------ | --------------- | ----------- |
|      | Ondrej Glajza      | Tchécoslovaquie | 54 min 28 s |
|      | Radomír Šimůnek    | Tchécoslovaquie | + 0:00      |
|      | Roger Honegger     | Suisse          | + 0:00      |
| 4    | Peter Hric         | Tchécoslovaquie | + 0:00      |
| 5    | Alain Daniel       | France          | + 0:00      |
| 6    | Beat Wabel         | Suisse          | + 0:00      |
| 7    | Daniel Maquet      | France          | + 0:00      |
| 8    | Miloslav Kvasnička | Tchécoslovaquie | + 0:00      |
| 9    | Damiano Grego      | Italie          | + 0:09      |
| 10   | Bruno Lebras       | France          | + 0:13      |

### Classement des juniors
| Pos. | Cycliste            | Pays               | Temps       |
| ---- | ------------------- | ------------------ | ----------- |
|      | Richard Groenendaal | Pays-Bas           | 42 min 30 s |
|      | Emmanuel Magnien    | France             | + 0:09      |
|      | Cristian Bertotti   | Italie             | + 1:07      |
| 4    | Roland Schätti      | Suisse             | + 1:09      |
| 5    | José Jauregui       | France             | + 1:11      |
| 6    | Urs Markwalder      | Suisse             | + 1:13      |
| 7    | Niels van der Steen | Pays-Bas           | + 1:13      |
| 8    | Attilio Leni        | Italie             | + 1:13      |
| 9    | Frank Esch          | Allemagne de l'Est | + 1:13      |
| 10   | Andreas Hubmann     | Suisse             | + 1:13      |

## Tableau des médailles
| Rang | Nation          | Or | Argent | Bronze | Total |
| ---- | --------------- | -- | ------ | ------ | ----- |
| 1    | Tchécoslovaquie | 1  | 1      | 0      | 2     |
| 1    | Pays-Bas        | 1  | 1      | 0      | 2     |
| 3    | Belgique        | 1  | 0      | 0      | 1     |
| 4    | France          | 0  | 1      | 1      | 2     |
| 5    | Suisse          | 0  | 0      | 1      | 1     |
| 5    | Italie          | 0  | 0      | 1      | 1     |